# Cotterstock
Cotterstock è un piccolo villaggio e parrocchia civile dell'Inghilterra, appartenente alla contea del Northamptonshire.

## Geografia fisica
Cotterstock sorge sulle rive del fiume Nene, che scorre attraverso la città di Peterborough 16 miglia (26 km) a nord-est e sfocia nel Mare del Nord nel The Wash. Il centro abitato più popolato che situato nelle sue vicinanze è Oundle, 2 1⁄2 miglia (4,0 km) a sud-ovest.